# Orches
Orches ist eine französische Gemeinde mit 356 Einwohnern (Stand 1. Januar 2022) im Département Vienne in der Region Nouvelle-Aquitaine (vor 2016 Poitou-Charentes); sie gehört zum Arrondissement Châtellerault und zum Kanton Châtellerault-2 (bis 2015 Lencloître).

## Geographie
Orches liegt etwa 18 Kilometer nordwestlich von Châtellerault. Umgeben wird Orches von den Nachbargemeinden Sérigny im Norden und Nordosten, Sossais im Osten und Südosten, Saint-Genest-d’Ambière im Süden, Savigny-sous-Faye im Westen und Südwesten sowie Berthegon im Nordwesten.

## Bevölkerungsentwicklung
| Jahr                      | 1962 | 1968 | 1975 | 1982 | 1990 | 1999 | 2006 | 2013 |
| Einwohner                 | 516  | 437  | 354  | 371  | 378  | 366  | 405  | 395  |
| Quelle: Cassini und INSEE |      |      |      |      |      |      |      |      |

## Sehenswürdigkeiten
Siehe auch: Liste der Monuments historiques in Orches
- Polissoir aus der Jungsteinzeit, seit 1932 Monument historique
- Kirche Saint-Hilaire, seit 1935 Monument historique
- Schloss Puygarreau